# اورل مانگالا
اورل مانگالا (انگلیسی: Orel Mangala؛ زادهٔ ۱۸ مارس ۱۹۹۸) بازیکن فوتبال اهل بلژیک است.
از باشگاه‌هایی که در آن بازی کرده‌است می‌توان به باشگاه فوتبال اندرلشت و باشگاه فوتبال اشتوتگارت اشاره کرد.
وی همچنین در تیم‌های ملی فوتبال زیر ۱۵ سال، زیر ۱۶ سال، زیر ۱۷ سال بلژیک، زیر ۱۸ سال، زیر ۱۹ سال، زیر ۲۱ سال و بزرگسالان بلژیک بازی کرده‌است.